# トロコイド
- 数学 > 幾何学 > 曲線 > 輪転曲線（英語版） > トロコイド

トロコイド (英語: trochoid) とは、円をある曲線（円や直線はその特殊な場合）にそってすべらないように転がしたとき、その円の内部または外部の定点が描く曲線。余擺線（よはいせん）とも呼ばれる。この記事ではトロコイドと併せて外トロコイドと内トロコイドについても解説する。

## トロコイド

r'd/r'm = 5/4のトロコイド

r'd/r'm = 4/5のトロコイド

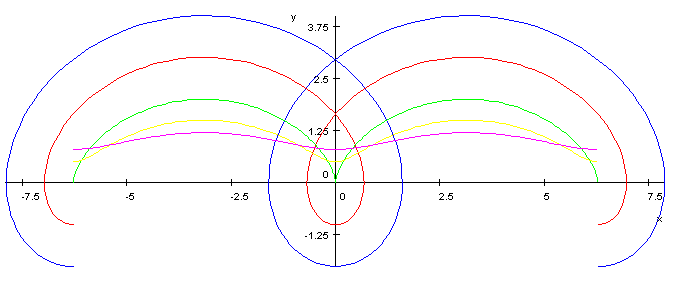
トロコイド (r_{m} = 1, −2π ≤ θ ≤ 2π, r_{d}=1/5（マゼンタ）, 1/2（黄）, 1（緑）, 2（赤）, 3（青）)

動円の半径を rm、回転角を θ、描画点の半径を rd とすると、トロコイドの媒介変数表示は
{\displaystyle {\begin{cases}x=r_{m}\theta -r_{d}\sin \theta ,\\y=r_{m}-r_{d}\cos \theta ,\end{cases}}}
によって表される曲線である。
rm < rd のとき、1回の回転でx軸と2回交わる。
rm = rd のとき、1回の回転でx軸と1回接し、曲線はサイクロイドとなる。
rm > rd のとき、x軸と交わらない。

## 外トロコイド

図は r_{c} = 3, r_{m} = 1, r_{d} = 1/2 の外トロコイド

定円の半径を rc、動円の半径を rm、回転角を θ、描画点の半径を rd とすると、外トロコイドの媒介変数表示は
{\displaystyle {\begin{cases}x=(r_{c}+r_{m})\cos \theta -r_{d}\cos \left({\cfrac {r_{c}+r_{m}}{r_{m}}}\theta \right),\\y=(r_{c}+r_{m})\sin \theta -r_{d}\sin \left({\cfrac {r_{c}+r_{m}}{r_{m}}}\theta \right),\end{cases}}}
によって表される曲線である。エピトロコイド (epitrochoid) とも呼ばれる。rd = rm のとき外サイクロイドとなる。

## 内トロコイド

図は r_{c} = 5, r_{m} = 3, r_{d} = 5 の内トロコイド

楕円は内トロコイドの特殊な場合として表される。図は r_{c} = 10, r_{m} = 5, r_{d} = 1 の場合。

定円の半径を rc、動円の半径を rm、回転角を θ、描画点の半径を rd とすると、内トロコイドの媒介変数表示は
{\displaystyle {\begin{cases}x=(r_{c}-r_{m})\cos \theta +r_{d}\cos \left({\cfrac {r_{c}-r_{m}}{r_{m}}}\theta \right),\\y=(r_{c}-r_{m})\sin \theta -r_{d}\sin \left({\cfrac {r_{c}-r_{m}}{r_{m}}}\theta \right),\end{cases}}}
によって表される曲線である。ハイポトロコイド (hypotrochoid) とも呼ばれる。rd = rm のとき内サイクロイドとなる。また特に rc = 2rm のとき、描画点の軌跡は楕円を描く。